# Langschwanzschuppentier
Das Langschwanzschuppentier oder Schwarzbauchschuppentier (Phataginus tetradactyla, teilweise auch Manis tetradactyla oder Uromanis tetradactyla) ist eine Säugetierart aus der Familie der Schuppentiere (Manidae). Es handelt sich um eher kleine Vertreter der Schuppentiere mit namengebenden langen Schwänzen, die im westlichen und zentralen Afrika vorkommen. Sie bewohnen dort zumeist tropische Regenwälder. Dabei dienen überschwemmte Landschaften und Sumpfgebiete als bevorzugte Habitate. Die Schuppentierart ist tagaktiv und lebt hauptsächlich in Bäumen, kommt aber auch auf dem Boden vor und gilt aufgrund ihrer guten Schwimmfähigkeiten als an wasserreiche Gebiete angepasst. Die Tiere sind starke Ernährungsspezialisten, die fast ausschließlich Ameisen fressen. Das eher versteckte Auftreten führt dazu, dass noch viele Informationslücken zur Lebensweise bestehen. Da das Fleisch als exotische Spezialität und die Schuppen als heilsam gelten, sind einzelne Populationen teilweise intensiver Bejagung ausgesetzt. Der Bestand wird zudem aufgrund der geringen Populationsdichte als gefährdet eingeschätzt. Die Erstbenennung der Art reicht in das Jahr 1766 zurück.

## Merkmale

### Habitus
Das Langschwanzschuppentier zählt zu den kleinsten Schuppentierarten. Es erreicht eine Kopf-Rumpf-Länge von 30 bis 40 cm, der Schwanz kann mit 55 bis 70 cm gut doppelt so lang werden. Das Gewicht beträgt 2,0 bis 3,5 kg. Unterschiede zwischen den Geschlechtern sind nicht bekannt. Wie alle Schuppentierarten ist es an der Oberseite des Kopfes, am Rumpf, an den Außenseiten der Gliedmaßen (allerdings nicht an den Unterarmen) und am Schwanz mit Hornschuppen bedeckt. Die einzelnen Schuppen sind relativ groß und von der Basis zur Spitze von dunkelbraun zu golden übergehend gefärbt. Die Schuppen bilden am Rumpf 10 bis 13 quer verlaufende Reihen. Auf der Rückenlinie zieht sich eine einzelne Reihe entlang, die aber an der Schwanzspitze unterbrochen ist. Auf dem Schwanz wird diese Mittelreihe bis zur Unterbrechung von 33 bis 34 Schuppen gebildet, danach folgt eine Zweierreihe mit 9 bis 10 Schuppenpaaren. An den Seiten kommen noch einmal jeweils 44 Schuppen hinzu. Die Schuppenränder sind hier besonders scharf ausgebildet. Die Unterseite der Schwanzspitze ist nicht mit Schuppen bedeckt und trägt stattdessen ein Tastsinnespolster. Die Haut, die an den unbeschuppten Körperteilen hervortritt, ist schwarz oder dunkelbraun gefärbt. Sie ist mit dichtem Fell bedeckt, das aus langen, dünnen und ebenfalls dunkel gefärbten Haaren besteht. Der Kopf besitzt eine konische Form mit schmaler und kurzer Schnauze. Die Augen sind klein sowie hervortretend und weisen eine dunkle Iris auf. Sie sind von dicken Augenlidern umgeben. Die Nase zeigt eine ähnliche Färbung wie die übrige Haut, abweichend vom Weißbauchschuppentier ist sie leicht nach unten gerichtet und länglich gestaltet. Die Ohren sind nur als kleine, 1,4 cm in der Länge messende Hautwülste erkennbar. Die Vorderbeine erreichen nicht ganz die Länge der Hinterbeine. Alle Gliedmaßen enden jeweils in fünf Strahlen, die mit kurzen, gebogenen Krallen ausgestattet sind. Die mittlere Kralle des Vorderfußes ist zu einer Grabkralle umgestaltet, die die anderen um das Doppelte an Größe übertrifft. Die Hinterfußlänge liegt bei 4,8 cm.

### Schädel- und Skelettmerkmale

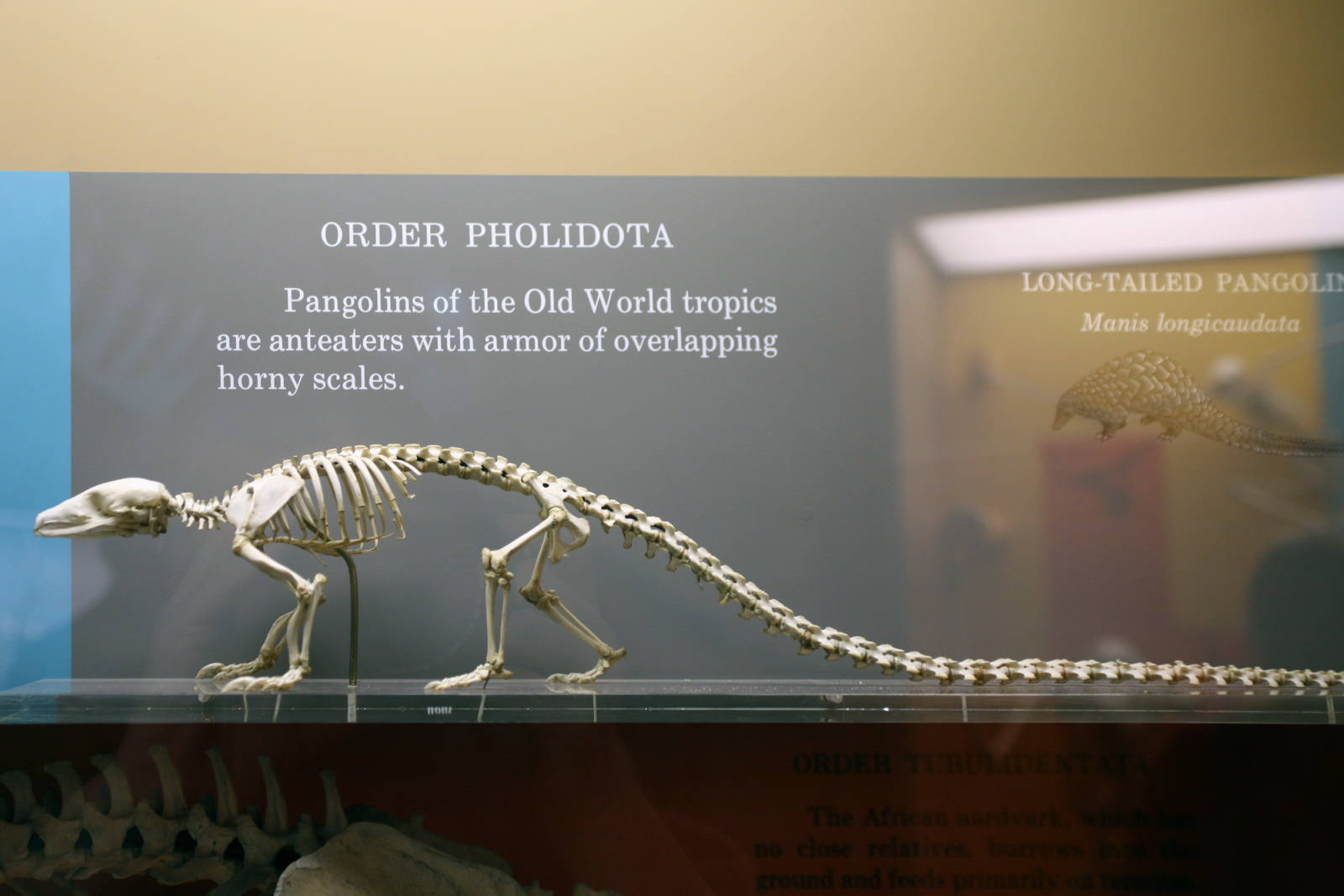
Skelett eines Langschwanzschuppentiers

Der Schädel besitzt eine Länge von 6 bis 7 cm. Die Wirbelsäule setzt sich aus 7 Hals-, 13 Brust-, 6 Kreuzbein-, 2 Lenden- und 47 bis 50 Schwanzwirbeln zusammen. Mit dokumentiert bis zu 50 Schwanzwirbeln und einer Wirbelsäule bestehend aus insgesamt über 70 Einzelelementen verfügt das Langschwanzschuppentier über die höchste bekannte Anzahl von Wirbeln unter allen Säugetieren.

## Verbreitung und Lebensraum

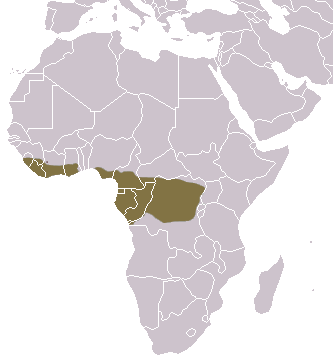
Verbreitungsgebiet (olivbraun) des Langschwanz-
schuppentiers

Das Verbreitungsgebiet des Langschwanzschuppentiers ist zweigeteilt und umfasst Teile von West- und Zentralafrika. Das westliche erstreckt sich von Sierra Leone im Westen über den Südosten von Guinea nach Liberia und bis in den Süden der Elfenbeinküste und von Ghana. Teilweise wird die Westgrenze des Vorkommens auch im Senegal vermutet. Östlich von Ghana ist eine Lücke im Verbreitungsgebiet vorhanden. Das östliche Vorkommen reicht dann von Nigeria bis in die Länder des Kongobeckens. Höchstwahrscheinlich existieren auch Bestände im nördlichsten Teil Angolas, in der Exklave Cabinda. Ein gelegentlich postuliertes Vorkommen bis in das südwestliche Angola etwa auf der Höhe von Moçâmedes ist unwahrscheinlich. Der Lebensraum des Langschwanzschuppentiers umfasst vorwiegend tropische Regenwälder, es bewohnt aber auch Sekundärwälder. Hauptsächlich ist die Schuppentierart dabei an Uferrändern oder in Sumpfgebieten und Überschwemmungslandschaften anzutreffen, wo die höchste Populationsdichte vermutet wird. Die Landschaften sind geprägt von Palmengewächsen, unter anderem Rattanpalmen, und verschiedenen Sumpfpflanzen wie Uapaca, Pseudospondias und Mitragyna. Nur selten wurden Individuen bisher in landwirtschaftlich geprägten Gebieten beobachtet. Im Großteil des Verbreitungsgebietes lebt das Langschwanzschuppentier sympatrisch mit dem Weißbauchschuppentier (Phataginus tricuspis), Untersuchungen in Nigeria ergaben, dass ersteres aber deutlich seltener ist als letzteres. Treten beide gemeinsam in einem Habitat auf, nutzt das Langschwanzschuppentier noch stärker die aquatisch geprägten Bereiche. Im Ziama Forest im Grenzgebiet von Guinea und Liberia hingegen ist das Langschwanzschuppentier dann in durchschnittlich höheren Baumkronenlagen anzutreffen.

## Lebensweise

### Territorialverhalten

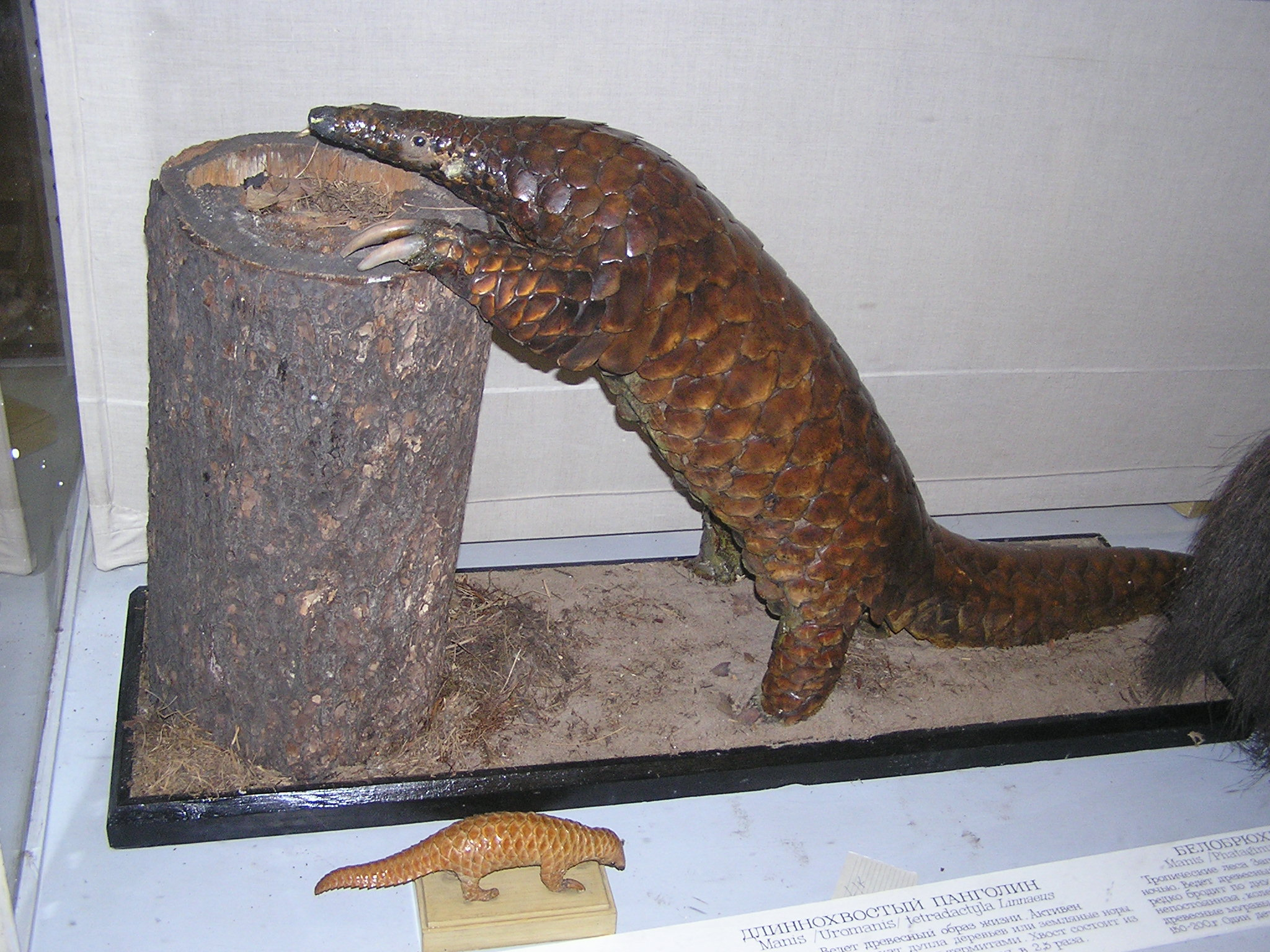
Langschwanzschuppentier (Präparat im Zoologisches Museum St. Petersburg)

Allgemein lebt das Langschwanzschuppentier extrem versteckt, die Färbung der Schuppen dient als Tarnung und imitiert das von Blättern reflektierte Sonnenlicht. Dadurch sind seine Aktivitäten im Einzelnen nur unzureichend erforscht. Es ist einzelgängerisch und weitgehend baumbewohnend (arboricol), ebenso wie sein Verwandter, das Weißbauchschuppentier. Es zeigt sich aber stärker tagaktiv als dieses. Innerhalb der Schuppentiere zählt die Art zu den am deutlichsten ausgeprägten Baumbewohnern, vor allem Muttertiere mit Jungen verlassen Bäume so gut wie nie. Der außerordentlich lange Schwanz ist eine extreme Anpassung an diese Lebensweise. Er dient als „fünfte Gliedmaße“ und wird meist um den Stamm oder Ast gewickelt. Das Langschwanzschuppentier ist befähigt, sein gesamtes Körpergewicht für längere Zeit nur am Schwanz hängend zu halten. Senkrechte Stämme und dicke Äste erklimmt es mit einer raupenartigen Fortbewegung mit den Vorderbeinen vorsetzend und den Hinterbeinen nachziehend, wobei der Rücken beständig gebeugt und gestreckt wird. Horizontale und zumeist dünnere Äste besteigt es im normalen vierfüßigen Gang, die mittleren Finger sind spreizbar und können kleinere Äste einklemmen. Manchmal hängt ein Tier auch kopfüber und klammert sich dann mit den Krallen der Vorderfüße fest, was an die typische Körperhaltung der baumlebenden Faultiere erinnert. Am Boden bewegt sich die Schuppentierart langsam vorwärts, beim schnelleren Lauf, unter anderem wenn ein Tier Artgenossen verfolgt, geht sie ebenfalls in eine raupenartige Bewegung über, die beim Angriff in einer Serie von Sprüngen enden kann. Außerdem gilt das Langschwanzschuppentier als hervorragend an ein semi-aquatisches Leben angepasst und ist demzufolge ein ausgezeichneter Schwimmer. Im Wasser schlängelt es undulierend, vergleichbar zu Schlangen, vorwärts, wobei üblicherweise der Schwanz den Vortrieb gibt. Dabei hält das Tier den Kopf über oder unter Wasser. Vor dem Schwimmen nimmt es extra Luft auf, sodass der Körperdurchmesser um bis zu 10 cm zunehmen kann. Wieder an Land entlässt es die zusätzliche Luft mit einem trompetenartigen Geräusch.
Höchstwahrscheinlich nutzt das Langschwanzschuppentier festgelegte Aktionsräume mit mehreren Unterkünften in Form von Baumhöhlen, die abwechselnd aufgesucht werden. Ein Tier kann durch ein nur 5 cm weites Schlupfloch kriechen und erweitert dieses dann mit Hilfe der Schuppen seines Körpers. Innerhalb seines Aktionsraumes verwendet es festgelegte Pfade, die mit Urin oder Sekreten aus Duftdrüsen, die sich am Gesäß befinden, markiert sind. Die Orientierung erfolgt dadurch hauptsächlich über den extrem gut ausgebildeten Geruchssinn. Auch der innerartliche Kontakt während der Partnerwahl zwischen aggressiven Männchen, aber auch über lange Distanzen, verläuft über Ausscheidungen aus Drüsen nahe dem Anus. Junge, erwachsene Individuen, die gerade ihre Mutter verlassen haben, besitzen in der Regel kein festes Gebiet und wandern für vier bis fünf Monate frei herum. Sie übernachten zusammengerollt auf einem Ast im Freien. Sollte zum Schlafen kein Baum zur Verfügung stehen, graben sie ein einfaches Loch im Erdreich.

### Ernährung
Das Langschwanzschuppentier ernährt sich ausschließlich von staatenbildenden Insekten, hauptsächlich von Ameisen, dagegen vertilgt es Termiten nur äußerst selten. Dadurch ist das Langschwanzschuppentier strikt myrmecophag, stärker noch als ein Großteil der anderen Vertreter. Die Nahrung besteht vorwiegend aus baumbewohnenden Ameisenarten unter anderem der Gattungen Crematogaster und Cataulacus. Zum Aufstöbern der Beute dient vor allem der Geruchssinn. Die Nahrung nimmt es mit der langen, klebrigen Zunge auf, die 16 bis 18 cm lang aus dem Maul herausgestreckt werden kann. Die Nester oder Baumhöhlen, in denen die Ameisen leben, öffnet das Langschwanzschuppentier mit den Krallen der Vorderfüße. Meist erfolgt dies erst, wenn die an der Oberfläche herumlaufenden Ameisen aufgefressen sind. In der Regel zerstört ein Tier den Ameisenbau nicht vollständig, sondern kehrt mehrfach hintereinander zu diesem zurück.

### Fortpflanzung
Die Fortpflanzung des Langschwanzschuppentiers ist nur wenig erforscht, bekannt ist aber, dass sie unabhängig von den Jahreszeiten stattfindet. Prinzipiell ist das Weibchen 9 bis 16 Tage nach der letzten Geburt wieder empfangsbereit. Das Vorspiel zwischen Männchen und Weibchen läuft ritualisiert mit Bruststößen ab, bis sich das Weibchen an den Schwanz des Männchens klammert. Beide erklimmen einen Baum, wo der Geschlechtsakt stattfindet. Dabei sind die Schwänze der Tiere miteinander verflochten. Die Tragzeit dauert schätzungsweise 140 Tage, danach kommt ein Junges von 30 bis 35 cm Gesamtlänge und 100 bis 150 g Gewicht zur Welt. Die Geburt erfolgt in einer Baumhöhle, wo das Neugeborene auch die ersten Wochen verweilt und gestillt wird. Mutter- und Jungtier sind anfangs eng beieinander. Später verlässt das Junge auf der Schwanzwurzel der Mutter reitend zusammen mit ihr die Baumhöhle. Erste feste Insektennahrung nimmt das Junge mit zwei Wochen auf. Es verlässt das Muttertier mit der Geburt des nächsten Jungtiers. Vollständig ausgewachsen ist es mit 15 Monaten.

### Fressfeinde und Feindverhalten

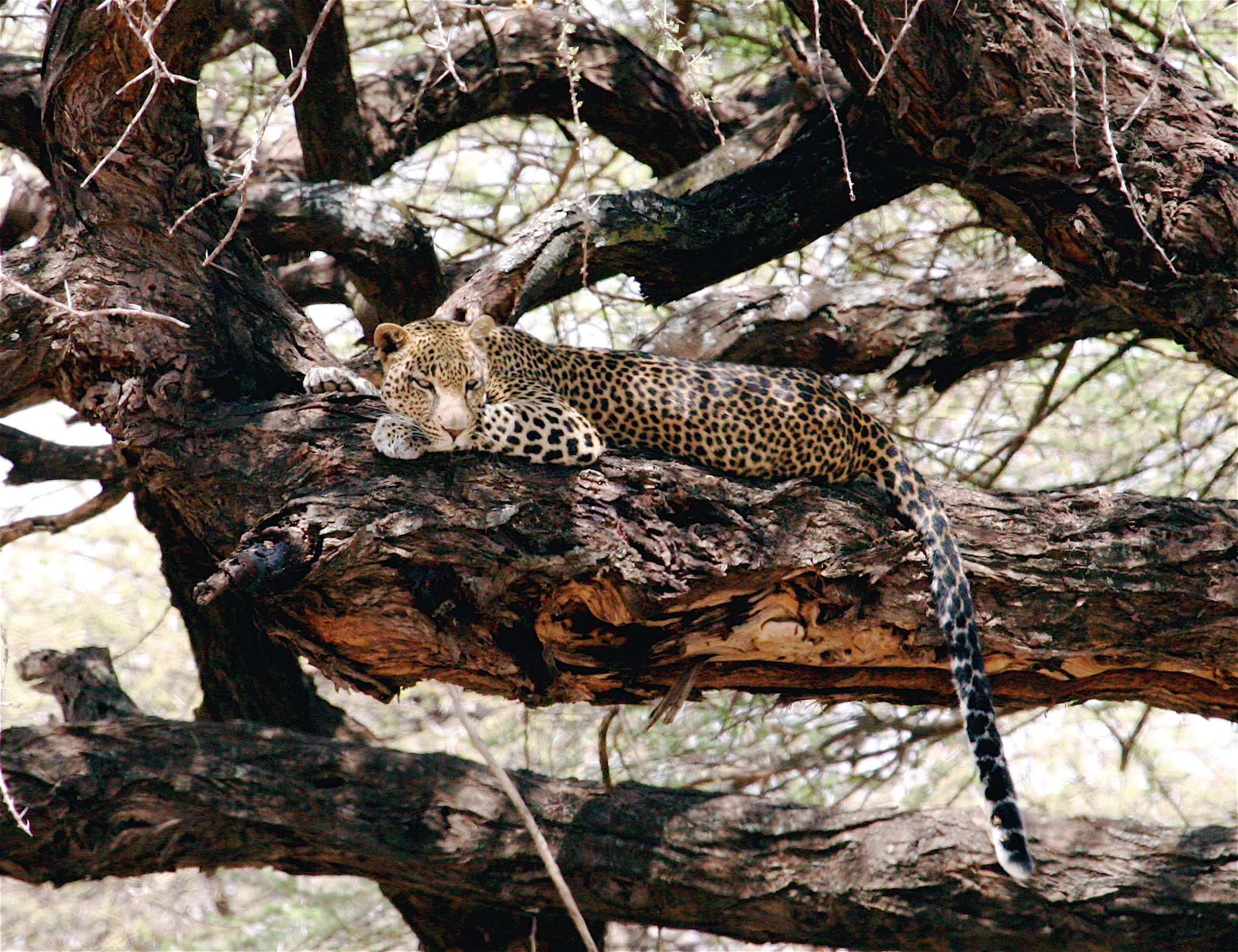
Ein Leopard als bedeutender Fressfeind

Zu den bedeutendsten Fressfeinden zählt der Leopard. Untersuchungen von Kotresten der Raubkatze im Lopé- und Nationalpark Ivindo in Gabun ergaben Reste des Langschwanzschuppentiers, allerdings ist ihr Anteil an der gesamten gerissenen Beute eher gering. Manchmal töten auch Schimpansen ein Tier. In der Regel flieht das Langschwanzschuppentier auf hohe Bäume in Bereiche, die für den Beutegreifer nicht erreichbar sind. Dies hat zur Folge, dass einzelne Tiere auch Opfer von Angriffen von Adlern oder Riesenschlangen werden können. Bei unmittelbarer Bedrohung rollt sich das Langschwanzschuppentier zu einer Kugel zusammen und bedeckt die unbeschuppten Körperteile mit dem Schwanz. Auch Sekrete aus den Analdrüsen kommen zur Feindabwehr zum Einsatz. Einige Vögel wie der Honiganzeiger vertreiben in Gruppen das Langschwanzgürteltier (Hassen), was wohl auf Konkurrenz um bewohnbare Baumhöhlen zurückzuführen ist.

### Parasiten
Als äußerer Parasit ist vor allem die Zeckengattung Amblyomma nachgewiesen, die sich meist an der Basis der Nacken- und Rückenschuppen einnistet.

## Systematik

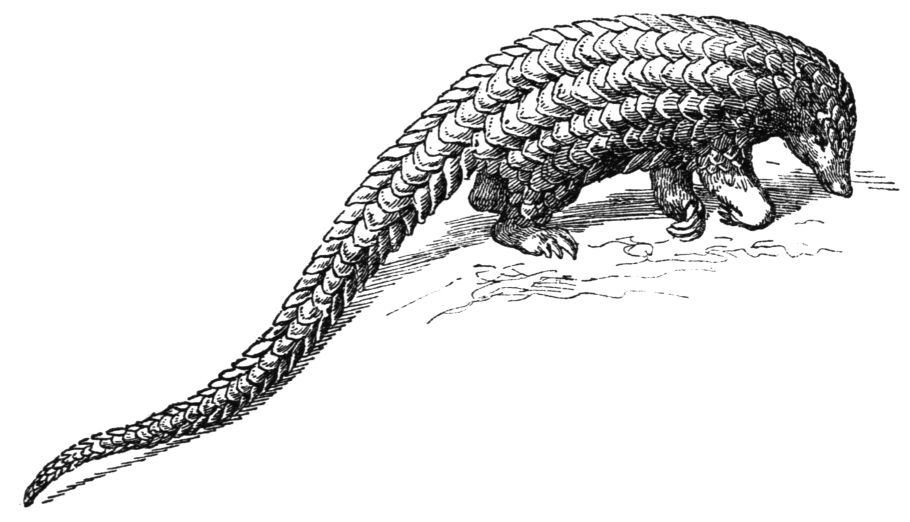
Langschwanzschuppentier (Phataginus tetradactyla) nach einer Zeichnung von 1891

Das Langschwanzschuppentier ist eine Art aus der Gattung Phataginus, der außerdem noch das Weißbauchschuppentier (Phataginus tricuspis) angehört. Die beiden Arten trennten sich gemäß molekulargenetischen Analysen im Mittleren Miozän vor 13,3 Millionen Jahren voneinander. Phataginus repräsentiert die baumbewohnenden Schuppentiere Afrikas, denen die bodenbewohnenden der Gattung Smutsia zur Seite gestellt werden. Dabei gehören die Phataginus-Arten zur  Unterfamilie der Phatagininae, die Vertreter von Smutsia zur Unterfamilie der Smutsiinae. Die afrikanischen Schuppentiere wiederum stehen den asiatischen aus der Gattung Manis und der Unterfamilie der Maninae als Schwestergruppe gegenüber, zusammen bilden sie die Familie der Schuppentiere (Manidae). Die Schuppentiere umfassen das gegenwärtig einzige Mitglied der Ordnung der Pholidota, diese sind somit monotypisch. Die Gruppe ist weitläufig mit den Raubtieren (Carnivora) verwandt, wobei die Beziehung zueinander erst durch genetische Untersuchungen ermittelt und abgesichert wurde.
In einigen Systematiken gilt Manis, der eigentliche Vertreter der asiatischen Schuppentiere, als die einzige anerkannte Gattung der Schuppentiere, alle anderen Gattungen einschließlich Phataginus wären nach dieser Ansicht nur als Untergattungen anzusehen. Dem gegenüber steht auch die Auffassung einer weitaus stärkeren Aufsplitterung der Schuppentiere, wonach dann das Langschwanzschuppentier als Vertreter der Gattung Uromanis aufzufassen ist, während sein nächster Verwandter, das Weißbauchschuppentier, alleinig in Phataginus eingeordnet wird. Die Aufteilung der Familie der Schuppentiere in die drei Gattungen Manis, Phataginus und Smutsia wurde erstmals Ende der 1990er Jahre vorgeschlagen. Nachfolgend konnten anatomische und phylogenetische Studien diese Ansicht untermauern.
Das Langschwanzschuppentier ist eine monotypische Art, Unterarten sind nicht bekannt. Ebenso fehlt bisher ein Fossilbeleg. Erstmals benannt wurde die Art von Linnaeus im Jahr 1766 in der zwölften Auflage seines Werkes Systema Naturae, allerdings als Manis tetradactyla. Hier stellte er sie dem Chinesischen Schuppentier (Manis pentadactyla) zur Seite, dass er acht Jahre zuvor eingeführt hatte. Als Typusregion gab Linnaeus America Australis an, womit er aber Westafrika meinte. In der Vergangenheit wurde das Langschwanzschuppentier auch unter der Artbezeichnung longicaudata geführt, wovon sich teilweise auch der Trivialname ableitet. Die Artbezeichnung stammt von Mathurin-Jacques Brisson aus dem Jahr 1756 (Brissons vollständiger Name für das Langschwanzschuppentier lautete Pholidotus longicaudatus  beziehungsweise Pholidote a Longue Queue), sie ist aber nach den Regeln der ICZN nicht gültig.

## Bedrohung und Schutz
Wie alle Schuppentiere unterliegt auch das Langschwanzschuppentier stärkerer Bejagung. Diese erfolgt wegen des Fleisches, das als exotisches Bushmeat auf zumeist lokale Märkte gelangt, und der Schuppen, denen Heilkräfte zugesprochen werden. Sie finden dadurch auch Eingang in traditionell afrikanische Gebräuche wie dem Juju. Die Art kommt eher selten vor, ist aber dennoch teilweise auf den weltweiten Markt präsent, wie zum Beispiel in Paris, wo im Juni 2008 fünf Tiere sichergestellt werden konnten. Ein großer Teil der international gehandelten Tiere wird nach Ostasien exportiert, wo sie in der Traditionellen Chinesischen Medizin Verwendung finden. Seit dem Jahr 2000 ist der Handel mit dem Langschwanzschuppentier oder dessen Körperteilen gemäß dem Washingtoner Artenschutz-Übereinkommen (CITES) verboten, wodurch die zero annual export quota des CITES gilt. Weiteres Gefährdungspotential für die Bestände findet sich in der Lebensraumzerstörung durch Waldrodungen in Folge der Ausdehnung menschlicher Siedlungen oder der Erschließung der Landschaften für die Rohstoffgewinnung. Die IUCN listet die Art aufgrund der Seltenheit und des angenommenen abnehmenden Populationstrends als „gefährdet“ (vulnerable). Das Langschwanzschuppentier ist in mehreren geschützten Gebieten vertreten, so unter anderem im Dzanga-Sangha-Schutzgebiet in der Zentralafrikanischen Republik. Für die Erhaltung der Bestände ist die Entwicklung nationaler Schutzstandards notwendig, ebenso die weitere Erforschung der Lebensweise der Schuppentierart und der Wege im internationalen Handel.